# Hassan Iquioussen
Hassan Iquioussen (en arabe : حسن إيكويسن), né le 2 juin 1964 à Denain (France) est un imam et conférencier marocain d'obédience frériste, membre de Musulmans de France (ex-UOIF) organisation réputée proche des Frères musulmans. Il est un des fondateurs des Jeunes musulmans de France (JMF).
Dès 2003, il crée la controverse pour des propos antisémites et misogynes. Il est fiché S en février 2021 pour des propos favorables à Oussama ben Laden.
En janvier 2023, il est expulsé vers le Maroc par la justice de Belgique, pays vers lequel il fuit alors qu'un jugement du Conseil d'État français à son encontre doit être rendu.

## Biographie
Hassan Iquioussen naît à Denain en 1964, dans une famille d'expatriés marocains.

### Enfance et formation
Originaire du Souss, son père part travailler en France dans le bassin minier en 1936. Il se marie en 1958 et donne naissance à neuf enfants[réf. nécessaire]. Il contribue à l'aménagement, dans de modestes baraquements, des premières mosquées du Valenciennois.
Hassan Iquioussen, cinquième enfant de cette fratrie, naît à Denain, commune du Nord proche de Valenciennes. Voué à acquérir automatiquement la nationalité française à sa majorité, il s'est, selon lui, heurté à l'opposition de son père, qui y a renoncé en son nom à son adolescence. Il affirme avoir demandé la nationalité française à deux reprises en 1984 et 1990, sans succès, alors que ses frères et sœurs ont pu l'obtenir.
Après un baccalauréat général littéraire, il obtient une licence d'arabe, une maîtrise en histoire sur Usman dan Fodio,,, puis abandonne ses études alors qu'il poursuit un DEA d'histoire pour se consacrer à l'islam.

### Vie de famille
À l'âge de 20 ans, il se marie avec Zaina, une Marocaine née à Casablanca, sœur de l'épouse de l'essayiste et imam Tareq Oubrou,,. Cinq fils naissent de leur union.
Le 31 octobre 2020, son domicile de Lourches est perquisitionné par la brigade de gendarmerie de Valenciennes. Cette perquisition fait suite à la volonté du gouvernement français de « mettre les islamistes sous pression » après l'assassinat de Samuel Paty, mais aussi à une audition de son fils aîné Soufiane, le 22 octobre, dans le cadre d'une enquête sur des malversations autour d'une entreprise (Garage Solidaire du Hainaut),.

### Biens immobiliers
Le 27 mars 2003, Hassan et Zaina Iquioussen achètent à la société Darmanin Père & Fils (dirigée par Claude Darmanin, oncle paternel du futur ministre de l'Intérieur Gérald Darmanin) une propriété de 3,5 hectares à Lourches, que le prédicateur ne tarde pas à transformer en « QG familial ». S'y adonnant à des activités d'élevage (de bovins, d'ovins et de caprins), elle est couramment surnommée « la ferme » par les locaux.
En 2022, Hassan Iquioussen déclare être le gérant de quatre sociétés civiles immobilières, créées avec sa femme ou ses enfants. Par exemple, il est propriétaire de La résidence Sainte-Reine à Denain. Rénovée pour 800 000 euros, elle comprend 20 appartements, avec un studio, cinq T2 et quatorze T3.

### Prêcheur des cités
Il commence la prédication dès ses 17 ans, jouissant tôt d'une certaine notoriété grâce à son père. Il se forme en autodidacte, puis est pris en charge par le Dr Mohammed Jamal, qui structure alors le noyau dur frériste de la région dont Amar Asfar devient à l'époque le leader.
Il devient, avec Hani Ramadan, un des deux premiers prédicateurs phares en langue française.
Il est un des fondateurs des Jeunes musulmans de France (JMF) et fut surnommé le « prêcheur des cités ». Accusant l'Union des organisations islamiques en France (UOIF) d'être récupérée par la branche marocaine des Frères musulmans, Al Adl Wal Ihsane, la JMF décide de rompre organiquement avec celle-ci. En octobre 1994, il fait « partie des intégristes » qui incitent plusieurs jeunes femmes maghrébines à garder leur voile au lycée Faidherbe de Lille alors que l'établissement veut leur en interdire le port en application d'une circulaire du ministre de l'Éducation nationale, François Bayrou.
En 2004, il est professeur d'éthique musulmane au lycée Averroès.
À la fin des années 2000, Hassan Iquioussen fait la « deuxième partie » des conférences de Tariq Ramadan, dont il est proche. Il est aussi un invité récurrent du salon du Bourget, organisé tous les ans par l'UOIF d'orientation et d'identité frériste, et qualifiée de branche française des Frères musulmans.

### Rapports avec les autorités françaises
Début 2014, il participe avec son fils à un dîner pré-électoral dans un domicile privé du quartier Gambetta à Tourcoing. Cette réunion, organisée en présence d'une dizaine d'autres personnalités influentes au sein de la communauté musulmane locale ainsi que du candidat à la mairie Gérald Darmanin (UMP), a pour but de ramener « les voix des musulmans de Tourcoing » dans « l'escarcelle » de ce dernier, avec qui Iquioussen déclare par ailleurs être « d'accord sur 99,9 % des sujets de conversation ».
À partir de février 2021, il fait l'objet d'une fiche S. Quelques mois plus tard, il est condamné à 3 mois de prison avec sursis pour « abattage rituel irrégulier » dans sa propriété de Lourches,.
Fin janvier 2022, un témoin déclare au Figaro que Hassan Iquioussen prêchait le « djihad armé » et le combat contre la France dans le cadre de conférences organisées dans les locaux de l'AAIR (Ambitions et initiatives pour la réussite), une association roubaisienne controversée.

## Procédure d'expulsion en2022
En 2022, la préfecture du Nord refuse de renouveler le titre de séjour de Hassan Iquioussen à qui elle reproche des discours « haineux envers les valeurs de la République, dont la laïcité » et « l'égalité entre les femmes et les hommes » ainsi que le développement de thèses « antisémites » et « complotistes autour de l'islamophobie ».
Selon son avocate, Lucie Simon, « la préfecture se base sur des notes blanches, ne rapportant aucun propos récent ni vérifiable, les conférences citées n'ayant pour la plupart pas fait l'objet de captation alors que plus de mille vidéos de lui figurent sur internet ». Elle poursuit en évoquant les « récentes et nombreuses prises de positions publiques », de son client « en faveur de la laïcité, de l'égalité homme-femme, des valeurs de la République et contre la xénophobie ».
Le 3 mai, il reçoit à son domicile un bulletin de notification d'engagement d'une procédure d'expulsion à son encontre. Le 22 juin, la commission départementale d'expulsion des étrangers donne un avis favorable à la sienne après que le préfet Georges-François Leclerc a plaidé en sa faveur.
Le 28 juillet, le ministre de l'Intérieur Gérald Darmanin annonce que l'imam « sera expulsé » en application de la loi contre le séparatisme,. Selon son entourage, « il a critiqué le roi, la chose à ne pas faire au Maroc. À sa descente d'avion, il risque des ennuis. Il aurait intérêt à demander un titre de séjour dans un autre pays. Peut-être la Belgique, pour rester proche des siens »,. Ayant eu vent de cette hypothèse, le président du Mouvement réformateur (MR) Georges-Louis Bouchez s'oppose à son installation sur le territoire belge, dénonçant « trop de laxisme autour de l'accueil des prédicateurs de haine ».
Le 29 juillet, le ministre de l'Intérieur signe l'arrêté ministériel d'expulsion (AME) de l'imam.
Le 1er août, les autorités marocaines délivrent un laissez-passer consulaire, permettant selon Gérald Darmanin d'« expulser manu militari M. Iquioussen du territoire national ». Le 31 août, le laissez-passer consulaire est suspendu par les autorités marocaines qui déplorent une absence de « concertations »,.

### Procédure de référé en France

#### Devant le tribunal administratif de Paris
Le 1er août, il saisit le tribunal administratif de Paris dans le cadre d'un référé-liberté visant à faire suspendre l'AME délivré à son encontre. Dans l'après-midi du 4 août, une audience publique se tient devant la cour, réunie en collégiale pour l'occasion. Le 5 août, celle-ci décide de suspendre l'AME, évoquant « une atteinte grave et manifestement disproportionnée » au « droit » de Hassan Iquioussen « à mener une vie privée et familiale normale ». Selon Mediapart qui a pu consulter l'ordonnance de suspension de l'expulsion, « le tribunal a considéré que certaines prises de position prêtées par le ministre à Hassan Iquioussen, tels que son rejet des valeurs occidentales ou son soutien supposé à Oussama Ben Laden, ne sont établies par aucune pièce de la procédure ». Pour les propos cités attestés par des pièces, elles  ne relèvent pas de « la provocation à la discrimination ou à la haine ». Les propos jugés « rétrogrades » sur le rôle des femmes dans la famille, ne sauraient constituer un motif suffisant d'expulsion, compte tenu des retombées sur la vie familiale de M. Iquioussen.

#### Devant la Cour européenne des droits de l'homme
Le 3 août 2022, l'avocate de Hassan Iquioussen saisit la Cour européenne des droits de l'homme (CEDH), qui refuse le lendemain de suspendre son expulsion au motif qu'elle n'entraînerait pas de « risques irréparables » pour sa personne,. À la suite d'un nouveau recours devant la CEDH contre la France en septembre 2022, les juges ont rejeté le 15 juin 2023 l'ensemble des demandes d'Hassan Iquioussen pour irrecevabilité.

#### Recours ministériel devant le Conseil d'État
Le ministre de l'Intérieur annonce qu'il va faire appel de la décision devant le Conseil d'État. Dans l'éventualité où ce dernier ne lui donnerait pas gain de cause, il envisagerait de recourir à un changement de législation selon Sacha Houlié (LREM), président de la commission des lois de l'assemblée nationale. Le 10 août, un recours est effectivement déposé auprès du Conseil d'État, qui examine l'affaire le 26 août et annule l'ordonnance administrative suspendant l'AME le 30 août, estimant que les « propos antisémites » de Hassan Iquioussen « ainsi que son discours sur l'infériorité de la femme et sa soumission à l'homme constituent des actes de provocation explicites et délibérés à la discrimination ou à la haine justifiant la décision d'expulsion ». Gérald Darmanin se félicite du verdict dans lequel il voit « une grande victoire pour la République ».

### Départ en Belgique
Le 30 août à 19 h 20, des policiers nationaux se présentent au domicile de Hassan Iquioussen, 228 rue Albert-Cousin à Lourches, dans le but de l'interpeller et de le placer en centre de rétention administrative. L'intéressé, inscrit au fichier des personnes recherchées, n'est cependant pas sur place et a pris la fuite en Belgique.

#### Mandat d'arrêt européen
Le 1er septembre, un juge d'instruction de Valenciennes délivre un mandat d'arrêt européen à son encontre pour « soustraction à l'exécution d'une décision d'éloignement ». Le 2 septembre, le vice-Premier ministre belge Vincent Van Quickenborne annonce que si Hassan Iquioussen se trouvait dans son pays, il en serait expulsé. Le 30 septembre, il annonce son arrestation par la police belge à proximité de la ville de Mons, non loin de la frontière avec la France. Depuis Cayenne (où il assiste aux Assises de la sécurité), Gérald Darmanin « se réjouit » d'une telle interpellation et « remercie très sincèrement » les services belges pour cette dernière. Hassan Iquioussen est quant à lui incarcéré à la prison de Tournai en attendant que les tribunaux belges se prononcent sur son cas. Le 21 octobre, la chambre du conseil du tribunal de Tournai (ouest) refuse son extradition vers la France en raison de « l'illégalité du mandat d'arrêt européen » délivré à son encontre. Le 27 octobre, après près d'un mois de détention, il est autorisé à quitter la prison de Tournai à condition de porter un bracelet électronique et de demeurer 24 heures sur 24 au domicile d'un ami, résident belge. Le 15 novembre, la Cour d'appel de Mons confirme le verdict rendu en première instance par la chambre du conseil de Tournai.

#### Expulsion de la Belgique vers le Maroc
Le soir même, Hassan Iquioussen, clandestin au regard de l'État belge, est placé dans un centre fermé à Vottem en vue de son expulsion vers le Maroc. Finalement, en janvier 2023, les autorités belges l'expulsent vers Casablanca au Maroc.

### Procédure au fond en France
Peu après son arrivée au Maroc, son avocate française rappelle que l'affaire est pendante quant au fond devant le tribunal administratif de Paris et précise que « si l'arrêté d'expulsion [français] était annulé, la France devra assurer son retour ».
Le 11 mars 2024 le tribunal administratif de Paris rejette sa requête en annulation des arrêtés du 29 juillet 2022 ayant conduit à son expulsion au Maroc. Son avocate indique son intention de faire appel,.

### Procédures connexes

#### Plainte en diffamation contre Gérald Darmanin
Après la fuite de l'imam en Belgique, Gérald Darmanin ayant affirmé d'une part qu'il « ne peut plus parler sans être vu comme un délinquant, un fuyard et un séparatiste » et d'autre part qu'il « s'est rendu coupable d'un délit pénal » en se soustrayant à la procédure administrative d'explusion, Hassan Iquioussen s'estime diffamé et porte plainte contre le ministre devant le tribunal judiciaire de Paris.
Le 16 février 2023, la XVIIe chambre du tribunal examine la recevabilité de la plainte, s'agissant de poursuites engagées contre un ministre dans le cadre de ses fonctions. En avril, le tribunal judiciaire se déclare incompétent considérant que cette affaire relève bien de la Cour de justice de la République.

#### Menaces de mort contre l'avocate d'Hassan Iquioussen et une juge
Maître Lucie Simon, défenseure d'Hassan Iquioussen, est menacée de mort sur internet. Une plainte est déposée et le Parquet de Paris confie les investigations à la Brigade de répression de la délinquance aux personnes (BRDP).
Parallèlement, une des trois juges ayant signé l'ordonnance de référé du tribunal administratif de Paris cassant l'ordonnance d'expulsion est également menacée et voit son nom diffusé sur Twitter. Elle dépose plainte.

### Réactions publiques
Le 29 juillet 2022, le Comité interministériel de prévention de la délinquance et de la radicalisation (CIPDR) fustige sur son compte Twitter le soutien apporté à Hassan Iquioussen par Marwan Muhammad, Bilal Righi et Feïza Ben Mohamed.
Dans un communiqué publié le 31 juillet sur son compte Twitter, le député du Nord David Guiraud (LFI) s'oppose à l'expulsion de l'imam dans laquelle il voit le « fait du prince » et un « dévoiement de l'État de droit ». Le 4 août, le ministre de l'Intérieur Gérald Darmanin recommande au groupe La France insoumise à l'Assemblée nationale d'« exclure ce parlementaire qui a, je le crois, déshonoré profondément, profondément nos valeurs. »
Le 31 juillet, l'Union juive française pour la paix (UJFP) dénonce la procédure d'expulsion engagée à l'encontre de Hassan Iquioussen comme une « manœuvre politique grossière ».
Le 1er août, la Ligue des droits de l'homme (LDH) dénonce la procédure d'expulsion engagée à l'encontre de l'imam comme une « instrumentalisation politico-médiatique du droit » et un possible « retour de la lettre de cachet ».
Le 2 août, le député des Bouches-du-Rhône Manuel Bompard (LFI) déclare que l'expulsion de Hassan Iquioussen ne peut pas être laissée à « l'arbitraire du ministre de l'Intérieur qui décide que […] tel propos n'est pas acceptable. »
Le 3 août, une tribune intitulée « Refuser l'expulsion de l'imam Hassan Iquioussen, c'est défendre les principes élémentaires de l'État de droit » est publiée dans Mediapart avec le soutien de plusieurs personnalités,.
Plusieurs associations cultuelles locales réagissent et 31 mosquées des Hauts-de-France apportent leur soutien au prédicateur. La fédération Musulmans de France (ex-UOIF), fait part de son « étonnement et son incompréhension ». Une pétition en sa faveur récolte 21 000 signatures le 3 août,,.
En Belgique, Franck Amin Hensch, imam de la mosquée Assahaba à Verviers (la plus grande de Wallonie) soutient Iquioussen qui a déjà été son invité. Il le présente comme un « enseignant qui depuis des décennies appelle la jeunesse musulmane à vivre de manière harmonieuse sa foi et sa citoyenneté […]. »
Le 3 septembre, près de 200 personnes se réunissent sur la place de la République à Paris pour protester contre la décision du Conseil d'État approuvant son expulsion.

## Prises de position
Bernard Godard, spécialiste de l'islam en France, ne le considère pas comme étant un imam car il n'a pas dirigé de prière, par contre il prêche bien dans les mosquées ; selon lui c'est un « agitateur d'idées ». Toutefois, « il a un discours différent selon les interlocuteurs ».
Caroline Fourest le dépeint dans un entretien publié dans Hérodote en 2010, comme « un jeune Français formé par l'Union des organisations islamiques en France, très représentatif de cette génération d'imams improvisés ».
Dans son rapport La fabrique de l'islamisme rédigé en 2018 pour l'Institut Montaigne, Hakim El Karoui le décrit comme un représentant de « la tendance la plus dure et la plus virulente des Frères musulmans en France sur des sujets comme le statut des femmes ou le rapport aux juifs ».
Selon Bernard Rougier, Hassan Iquioussen « se veut le défenseur inconditionnel du frère musulman égypto-qatari Youssef al-Qaradâwî, connu dans tout le monde arabe grâce à l'émission La Charia et la Vie », longtemps diffusée sur la chaîne qatarie Al Jazeera
En novembre 2022, alors qu'il réside en Belgique, Hassan Iquioussen se repent : « J'ai dit des choses condamnables ».

### Propos antisémites en2003
En 2003, Hassan Iquioussen donne une conférence publique enregistrée et diffusée sous forme de cassette audio sous le titre « La Palestine, histoire d'une injustice ». En janvier 2004, le journal L'Humanité révèle la teneur des propos tenus lors de cette conférence. Iquioussen y qualifiait les juifs d'« avares et usuriers ». Il les accusait d'être « le top de la trahison et de la félonie », de « comploter contre l'islam et les musulmans » ou encore de « [ne pas vouloir] se mélanger aux autres qu'ils considèrent comme des esclaves ». Il attribuait le schisme qui a divisé l'islam « à un juif yéménite converti pour détruire l'islam de l'intérieur » (Abdullah ibn Saba) et présentait Mustafa Kemal Atatürk comme « un converti hypocritement à l'islam » pour la même raison. Il accusait les sionistes d'avoir poussé « Hitler à faire du mal aux Juifs allemands pour les forcer à partir » et présentait le président égyptien Anouar el-Sadate comme un « agent américain » tandis que Yasser Arafat et ses hommes étaient accusés de dépravation. Il y faisait également l'éloge d'Hassan el-Banna, le fondateur des Frères musulmans.
Après que Dominique de Villepin, à l'époque ministre de l'Intérieur, a condamné ces propos, Hassan Iquioussen est revenu sur ses déclarations, affirmant : « je reconnais avoir tenu des propos déplacés, je reconnais mes torts. Je condamne mes propos déplacés. L'antisémitisme est une horreur. […] Je fais une centaine d'interventions par an. Ça m'arrive de déborder, je n'ai pas de scrupules ni de honte à reconnaître mes erreurs. » Par ailleurs, il affirme dans une vidéo de 2015 : « Vive la loi contre l'antisémitisme parce qu'être antisémite c'est de la folie, détester quelqu'un parce qu'il est juif est un péché en Islam. »,

### Propos sur les femmes
En 2013, Hassan Iquioussen déclare dans une vidéo Youtube que la femme « doit tout faire pour essayer de plaire à son mari » et accepter qu'il « tombe en martyr ». Le 16 septembre 2018, lors d'une conférence à la grande mosquée de Rosny-sous-Bois, il affirme que les femmes doivent « rester à la maison pour s'occuper des enfants et de leur mari »[source insuffisante].
Le 5 août 2022, le juge administratif qui suspend l'expulsion de Hassan Iquioussen du territoire français déclare que ces derniers propos sont « rétrogrades » et constitutifs d'« actes de provocation explicite et délibérée à la discrimination » mais qu'ils « ne suffisent pas à eux seuls à justifier l'expulsion ». Sur des bases plus larges[pas clair], le 30 août suivant, le Conseil d'État estime l'expulsion justifiée.

### Propos sur le terrorisme
En 2012, Hassan Iquioussen tient des propos complotistes au sujet des attentats du 11 septembre 2001 et de la tuerie commise en mars 2012 par Mohamed Merah à Toulouse, qu'il qualifie de « pseudo-attentats dirigés contre les musulmans »,.
Il déclare par ailleurs, en février 2004 lors d'une conférence à Mainvilliers (Eure-et-Loir),, qu'Oussama ben Laden est un « grand combattant face aux Américains » et un « grand défenseur de l'Islam », ce qui lui vaut d'être fiché S.

### Appels aux musulmans
Parmi les thèmes de ses prêches, on peut notamment citer l'appel aux musulmans de France à se sentir pleinement français, à s'engager dans la vie politique et citoyenne et à sortir de l'image victimaire qui leur est réservée pour agir et être acteur de leur destin. Son expérience du terrain, ses connaissances et ses prédications sont souvent citées[Par qui ?] comme représentatives d'une certaine mutation de l'islam propre à la France,.

### Négation du génocide arménien
Dans un enregistrement daté du 5 octobre 2012, il déclare : « Si la loi (pénalisant la négation du génocide arménien) était passée, je n'aurais pas pu dire que le génocide arménien n'existe pas, parce que la loi me condamne. Alors que là, je peux m'éclater. (…) Il n'y a pas eu de génocide et j'ai les preuves historiques. ».